# 메르세데스-벤츠 A 클래스
메르세데스-벤츠 A 클래스는 독일의 자동차 제작 회사인 메르세데스-벤츠에 의해 제작된 준중형 전륜구동 해치백, 세단이다. B 클래스, CLA 클래스와 같은 플랫폼을 이용한다. 대한민국에는 2013년 8월에 3세대(W176)가 공식 출시되었다.

## 1세대 (W168, 1997년 ~ 2004년)

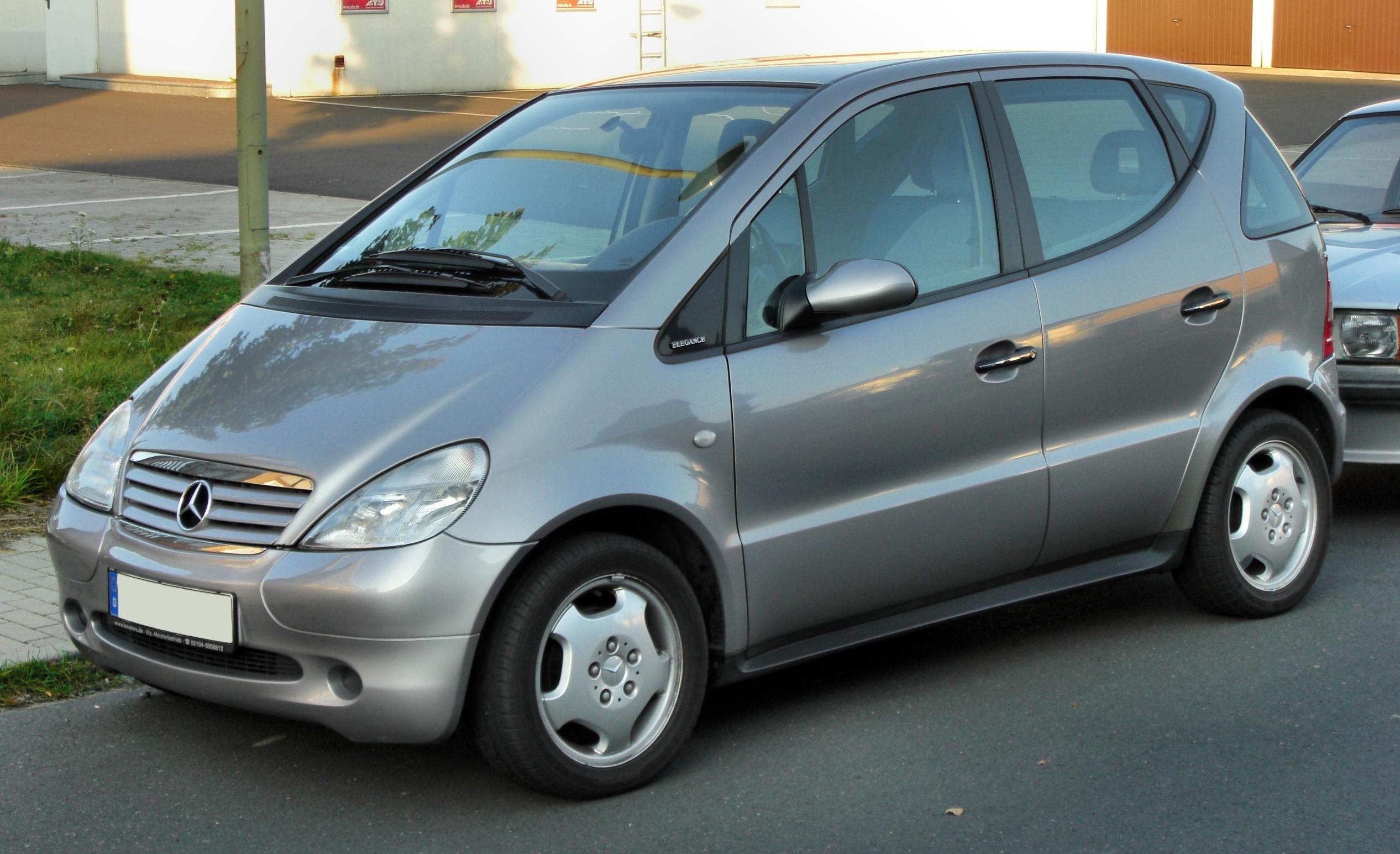

이전까지 메르세데스-벤츠의 모델들과는 다르게 엔진을 가로로 배치하여 전륜구동으로 내놓았다. 엔진을 기울여 샌드위지 플랫폼을 이용하여, 1997년에 프랑크푸르트 모터쇼에서 공개되어 출시되었다. 한때 엘크 테스트에서 전복되는 사고가 있었다. 이 때문에 이후 ESP(차량 자세 제어 장치)가 적용되었다. 2001년에 소폭의 페이스 리프트를 거쳤다. 2004년까지 전 세계적으로 160만대가 판매되었다.
| 상세정보 | A160 CDI (1998-2000) | A160 CDI (2000)     | A170 CDI (1998-2000) | A170 CDI (2000)     | A140                | A160                  | A190 (2000)           | A210 Evo (2000)        |
| -------- | -------------------- | ------------------- | -------------------- | ------------------- | ------------------- | --------------------- | --------------------- | ---------------------- |
| 출력     | 59마력 (44 kW,60PS)  | 74마력(55 kW, 75PS) | 89마력(66 kW, 90PS)  | 94마력(70 kW, 95PS) | 80마력(60 kW, 82PS) | 101마력(75 kW, 102PS) | 123마력(92 kW, 125PS) | 138마력(103 kW, 140PS) |
| 엔진종류 | 1.7L 경유            | 1.7L 경유           | 1.7L 경유            | 1.7L 경유           | 1.4L 휘발유         | 1.6L 휘발유           | 1.9L 휘발유           | 2.1L 휘발유            |

## 2세대(W169, 2004년 ~ 2012년)

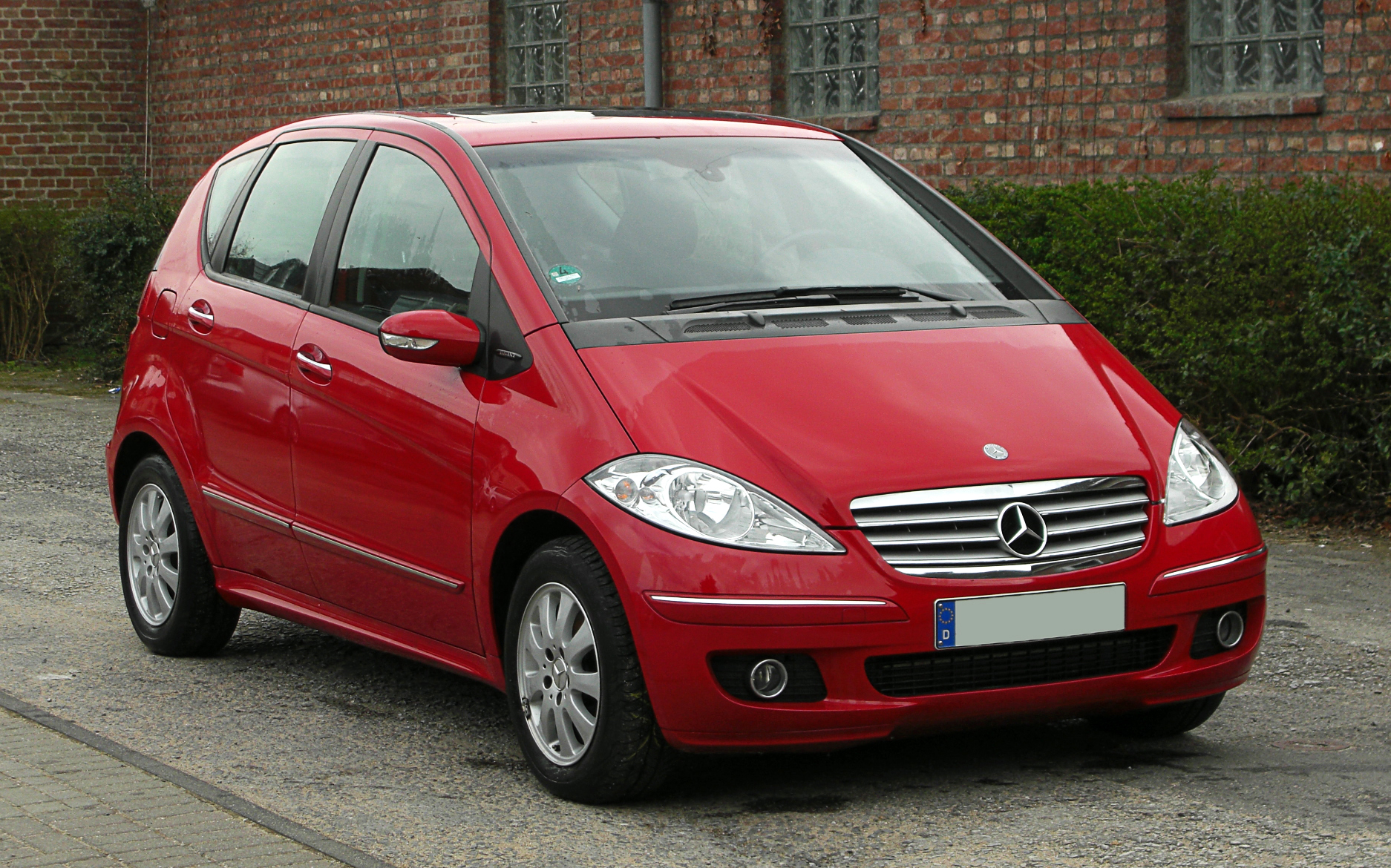

2004년에 출시되었다. 동시에 3도어가 추가되었다. 2008년에 페이스리프트를 거쳤다. 여전히 대한민국에 소개되지 않았지만, 2005년에 출시된 B 클래스가 이 플랫폼을 공용했다.

## 3세대(W176, 2012년 ~ 2018년)

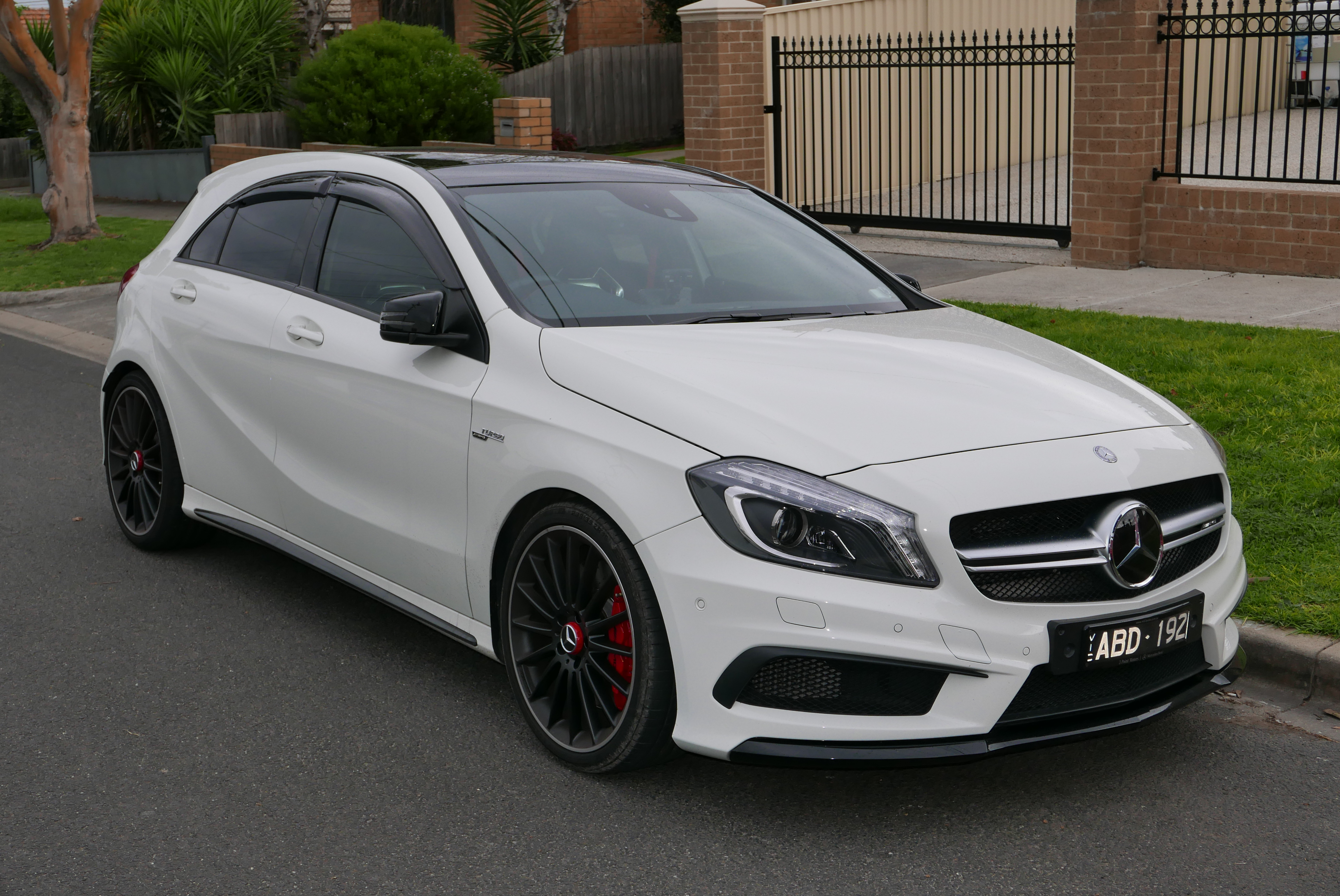

2012년 9월에 파리 모터쇼에서 공개되었다. 이 때부터 차체가 커져 준중형으로 승격되었으며, 3도어가 삭제되었다. 2013년 8월 대한민국에 정식으로 출시됐으며, B 클래스, CLA 클래스, GLA 클래스와 공용하는 르노의 1.5 109마력 커민레일 디젤 엔진,직렬 4기통 OM651 136마력 1.8리터 DOHC 커먼레일 디젤 엔진, 고성능 버전인 직렬 4기통 2.0L 360마력 가솔린 터보(45 AMG 4매틱)을 장착한 모델이 들어왔다. 3세대부터 대부분의 메르세데스-벤츠 모델에 달리는 컬럼 시프트식 7단 듀얼 클러치 자동변속기를 장착했다.(AMG는 플로어 시프트 타입) 1세대와 2세대와 달리 전고가 1.5미터에서 1.4미터로 낮아졌으며, SLK 클래스 및 CLS 클래스를 연상하는 프런트 디자인으로 변경됐다. 새로운 전륜구동 플랫폼은 기존에 공용하고 있는 B 클래스와 함께 메르세데스-벤츠의 전륜구동 소형 4도어 쿠페인 CLA 클래스, GLA 클래스와 공용한다. 2015년에 페이스리프트를 거쳤다.

## 4세대(W177/V177, 2018년~2025년)

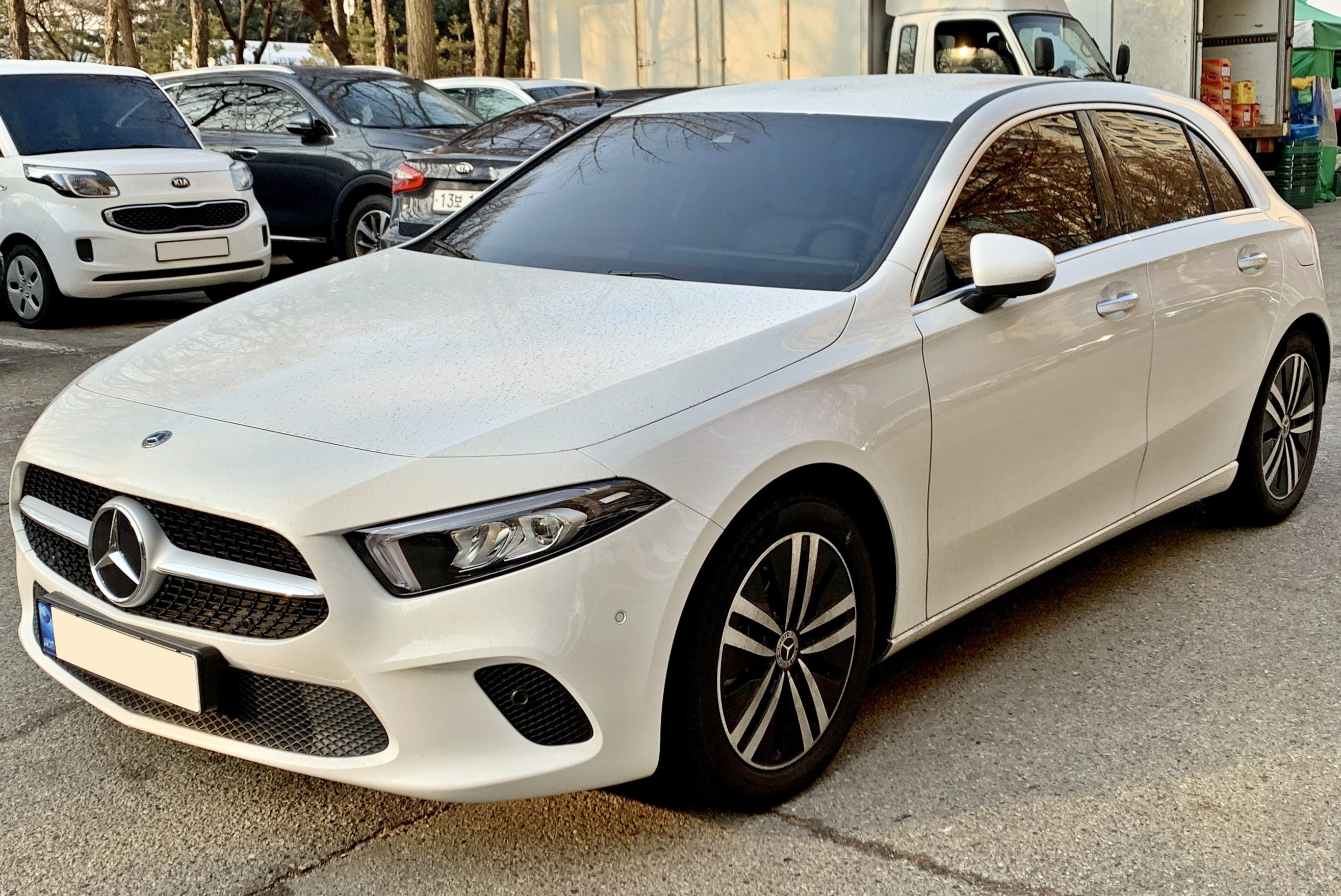
메르세데스-벤츠 A클래스 해치백

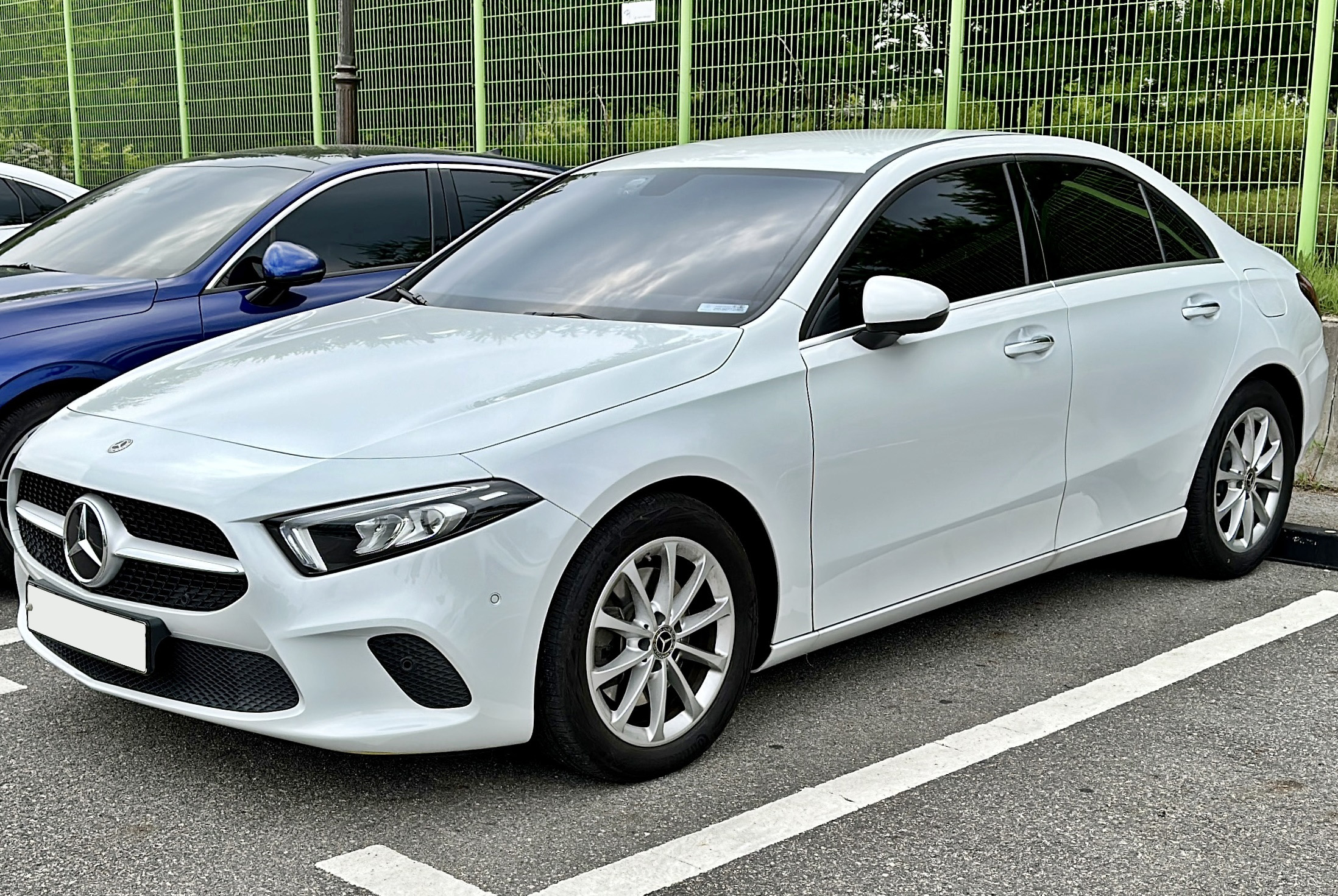
메르세데스-벤츠 A클래스 세단

2018년에 공개되었다. 코드네임은 세단은 V177, 해치백은 W177이다. 최초로 세단이 추가되어 미국에도 출시했다. 메르세데스-벤츠의 커넥티드 시스템인 MBUX가 최초로 탑재되었고, 네비게이션에 터치스크린이 추가되었다. 같은 해 9월에는 A35 AMG가 공개되었다. A35 AMG에는 306마력 2.0L 싱글터보 엔진이 달린다. A45 AMG도 출시되었다.